# The Fallen
The Fallen is de derde single van het album You Could Have It So Much Better van de Schotse indierockband Franz Ferdinand.
De single kwam uit in het Verenigd Koninkrijk op 3 april 2006 en in Australië op 20 februari 2006.
De tekst van The Fallen slaat erg terug op het Nieuwe Testament. Er staan onder andere verwijzingen in naar de Maagd Maria, Maria Magdalena en het veranderen van water in wijn.

## Nummers

### Verenigd Koninkrijk

#### cd-single
1. "The Fallen" (Radio Edit) - 2:49
2. "Lindsey Wells" - 3:31
3. "Jeremy Fraser" - 3:57
4. "The Fallen" (Ruined By Justice) - 3:55
5. "The Fallen" (Video) - 2:49

#### 7" Vinyl
- A. "The Fallen" (Originele Versie) - 3:42
- B. "Lindsey Wells" - 3:31

Versie RUG219

#### 7" Vinyl 2
- A. "The Fallen" (Ruined By Justice) - 3:55
- B1. "Lindsey Wells" - 3:31
- B2. "Brown Onions" - 3:02

Versie RUG219X

#### 12" Vinyl
- A1. "The Fallen" (Ruined By Justice) - 3:55
- A2. "The Fallen" (Originele Versie) - 3:42
- B1. "Do You Want To" (Max Tundra Remix)
- B2. "Do You Want To" (Max Tundra Remix)(Instrumentaal)

Deze vinyl komt uit op 8 mei 2006.

#### Promo CD
1. "The Fallen" (Radio Edit) - 2:49
2. "The Fallen" (Originele Versie) - 3:42
3. "The Fallen" (Justice Remix)

### Australië

#### cd-single
1. "The Fallen" (Originele Versie) - 3:42
2. "Sexy Boy"
3. "The Fallen" (Akoestisch)
4. "Do You Want To" (Erol Alkan Glam Racket)